# Дольроттфельд
Дольроттфельд (нім. Dollrottfeld) — громада в Німеччині, розташована в землі Шлезвіг-Гольштейн. Входить до складу району Шлезвіг-Фленсбург. Складова частина об'єднання громад Зюдербраруп.
Площа — 4,99 км2. Населення становить Невірний параметр metadata 01 059 021 ос. (станом на 31 грудня 2020).

## Галерея

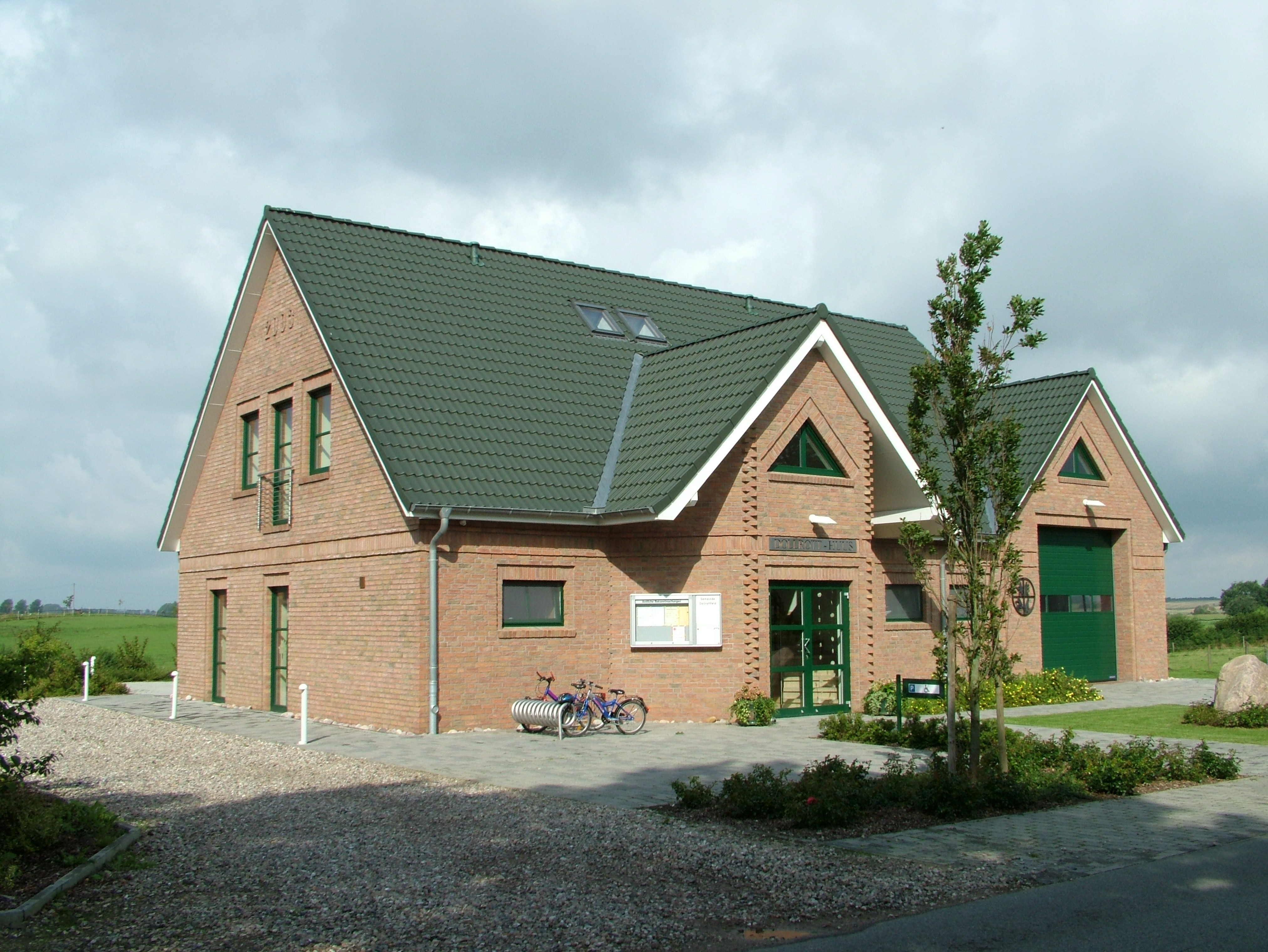